# Port lotniczy Stepanakert
Port lotniczy Stepanakert (orm. Ստեփանակերտի Օդանավակայան, azer. Xocalı hava limanı) – jedyny port lotniczy na terenie Górskiego Karabachu. Znajduje się w miejscowości Xocalı koło Stepanakertu, stolicy Górskiego Karabachu.